# Australopithecus anamensis
Australopithecus anamensis је изумрла врста хоминида, која је живела пре 4,2–3,9 милиона година. Назив је добила по речи anam, што на локалном турканском језику значи језеро, јер је велики део фосила пронађен код језера Туркана у Кенији. Претпоставља се да је предак врсти Australopithecus afarensis, а можда и свим хоминидима.

## Опис
Врста Australopithecus anamensis поседује низ примитивних карактеристика, нарочито у грађи лобање. Зуби и вилица су слични старијим фосилима човеколиких мајмуна. Грађа удова је изведенија, са тибијама које указују на двоножан начин хода и хумерусом који наликује човековом. Остаци стопала нису нађени, па се само може претпостављати да је врста A. anamensis била способна и за верање по дрвећу.